# Лобва (посёлок)
Ло́бва — посёлок в Новолялинском городском округе Свердловской области России. Один из самых больших посёлков сельского типа на Урале.

## География
Посёлок Лобва находится на севере Среднего Урала, на реке Лобве, к северу от Екатеринбурга, Нижнего Тагила и районного центра — города Новой Ляли, к югу от города Серова. Река Лобва в посёлке и его окрестностях образует множество изгибов и озёр-стариц, берега местами крутые. В черте посёлка в Лобву впадает река Лямпа.
Часовой пояс
Лобва, как и вся Свердловская область, находится в часовой зоне МСК+2. Смещение применяемого времени относительно UTC составляет +5:00.

## История
Посёлок Лобва был основан 9 ноября 1905 года в связи с открытием станции Лобва Богословской железной дороги. С 1905 по 1917 годы он относился к Караульской волости Верхотурского уезда Пермской губернии, в августе 1917 года была образована Лобва-Лопаевская земская волость. В 1910 году наследники астраханского рыбопромышленника К. П. Воробьёва построили в посёлке неподалёку от станции лесопильный завод. С 1924 года посёлок Лобва относился к Новолялинскому району Нижнетагильского округа Уральской области РСФСР. В 1928 году Лобва получает статус рабочего посёлка. В августе 1931 года началось строительство деревообрабатывающего завода, основой которого был цех, выпускавший деревянные трубы. К маю 1933 года трубный цех выдал первую продукцию. С 17 января 1934 года Лобва относится к новообразованной Свердловской области, в которую входит по сей день. В 1944 году был запущен гидролизный завод. В октябре 2004 года рабочий посёлок Лобва был отнесён к категории сельских населенных пунктов.

## Население
Посёлок Лобва — второй по численности населённый пункт Новолялинского городского округа.
| 1959   | 1970    | 1979    | 1989  | 2002  | 2010  | 2021  |
| ------ | ------- | ------- | ----- | ----- | ----- | ----- |
| 11 704 | ↗12 000 | ↘11 571 | ↘9872 | ↘8543 | ↘8372 | ↘7153 |

Структура
По данным переписи 2010 года в посёлке было: мужчин — 3824, женщин — 4548.

## Инфраструктура

### Общие сведения
В посёлке есть пожарная часть, отделение полиции, два почтовых отделения, отделение «Сбербанка».

### Культура, религия и спорт
- Деревянный православный храм Андрея Первозванного (построен в 2005 году)[14];
- Дом культуры и спорта имени И. Ф. Бондаренко (бывший ДК имени Ханкевича);
- Лобвинский историко-краеведческий музей (подразделение Историко-краеведческого музея Новолялинского городского округа)[15][16];
- Мемориал в память погибших жителях посёлка в Великой Отечественной войне;
- Центральный городской стадион «Гидролизный».

### Образование
- Техникум (Лобвинский филиал «ТТМОД»)[17][18];
- Три общеобразовательных школы;
- Лобвинская вечерняя школа № 49[19];
- Три детских сада;
- Художественная школа.

### Медицина
- Лобвинская городская больница (филиал ГБУЗ СО «Новолялинская районная больница») со станцией скорой помощи.

## Промышленность
- ОАО «Лесной Урал Лобва»: производство столярных изделий для строительных и отделочных работ, топлива в пеллетах)[20];
- Прочие предприятия (кустарные лесопильные и строительные заводы, автохозяйства и прочее).

Упразднённые предприятия
- «Лобвинский лесопромышленный комбинат» — заложен весной 1910 года, запущен осенью того же года, утратил целостность к 2010 году, в 2012 году производство полностью остановлено[4][21];
- «Лобвинский биохимический завод» (бывш. «Лобвинский гидролизный завод») — заложен в 1940 году, впервые выдал продукцию в 1944 году, прекратил работу в 2008 году[5][22].

## Транспорт

### Междугородний

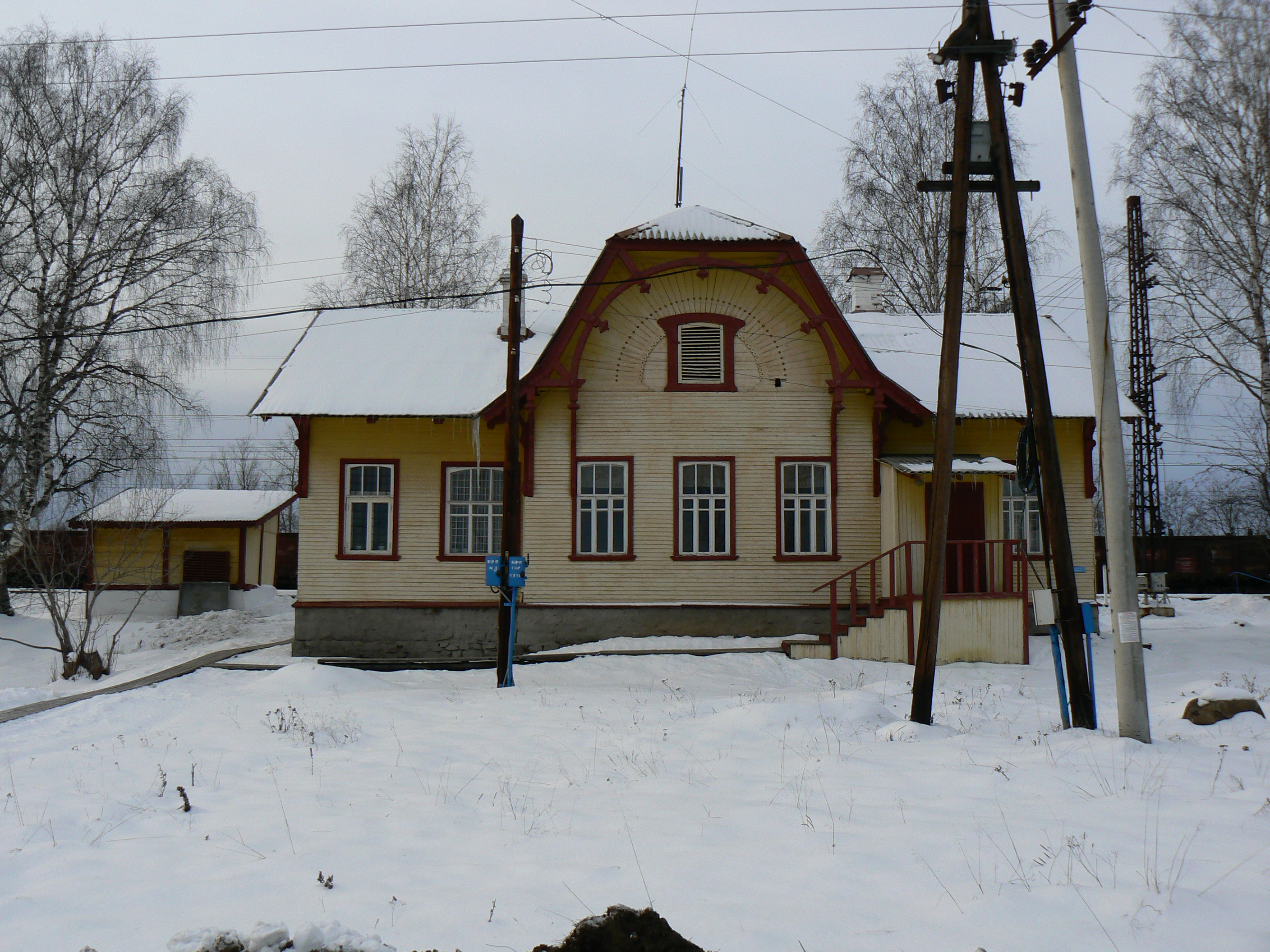
Железнодорожный вокзал Лобвы

#### Железнодорожный
- В посёлке находится станция Лобва Свердловской железной дороги, на которой останавливаются пассажирские поезда и пригородные электропоезда.

#### Автомобильный
- Близ посёлка Лобва проходит автодорога регионального значения Р352. На окраине посёлка находится междугородняя автостанция, выполняющая функции автовокзала. На ней останавливаются автобусы дальнего следования, включая прямой автобус от Лобвы до Северного автовокзала Екатеринбурга.
- Имеется также несколько маршрутов автобусов местного значения (до Серова, Новой Ляли, Шайтанки).

### Внутренний
Представлен двумя автобусными маршрутами.

## Известные личности
В посёлке родился герой Советского Союза Леонид Лаптев.